# Strwiąż
Strwiąż (ukr. Стривігор lub Стрв'яж Strywihor lub Strw'jaż) – rzeka w południowo-wschodniej Polsce i na zachodniej Ukrainie, w dorzeczu Dniestru (zlewisko Morza Czarnego). Długość – 94 km, powierzchnia zlewni – 955 km², z tego 193 km² w Polsce. Źródła w Polsce, w Górach Sanocko-Turczańskich, w okolicach Ustrzyk Dolnych. Płynie na północny wschód, w okolicach Sambora wypływa na teren Kotliny Naddniestrzańskiej. Przyjmuje swój największy dopływ Błażiwkę, skręca na południowy wschód i w okolicy wsi Chłopczyce uchodzi do Dniestru.

Strwiąż w Krościenku
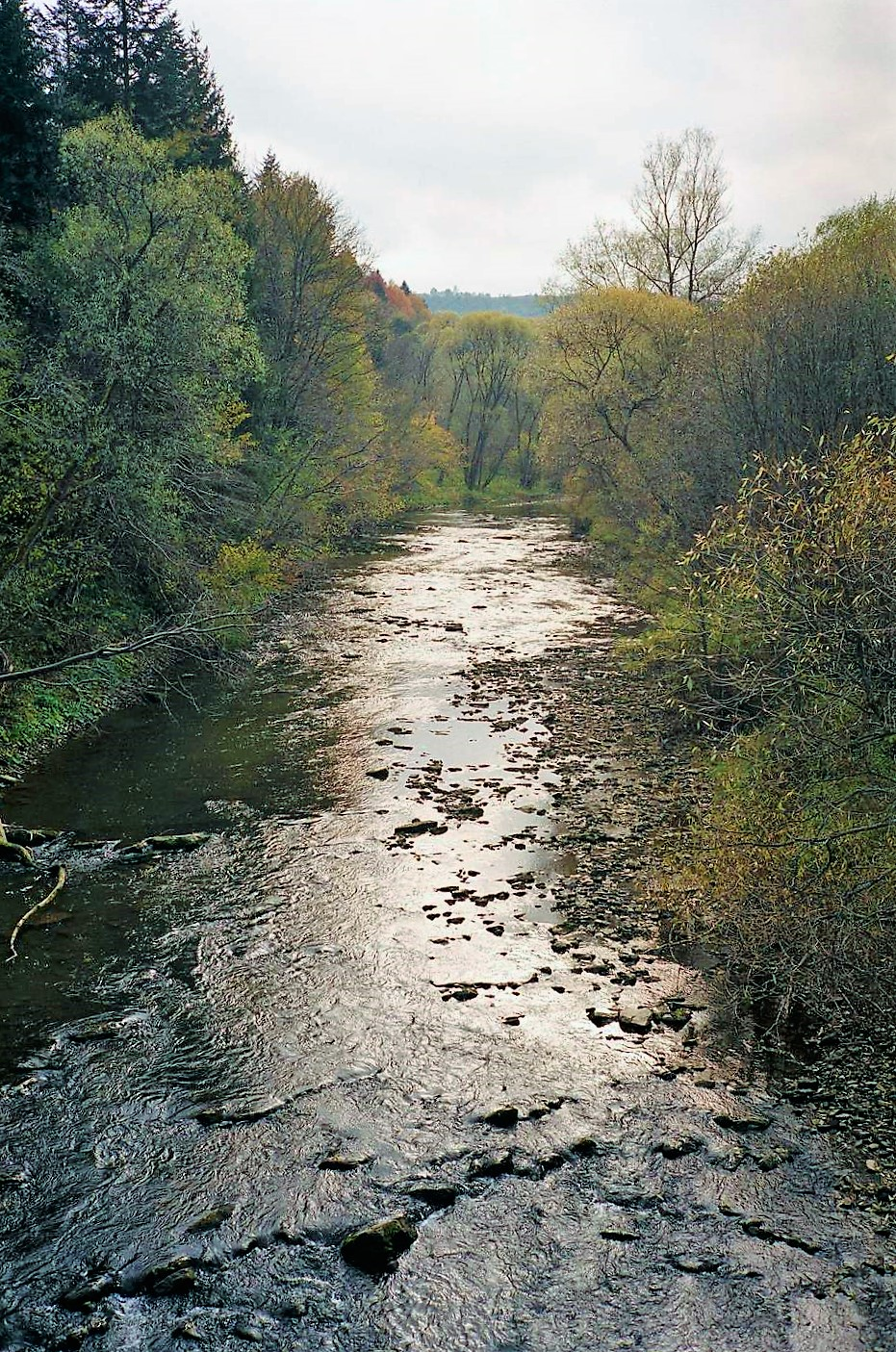
Widok z mostu tuż przed granicą polsko-ukraińską (na zachód)
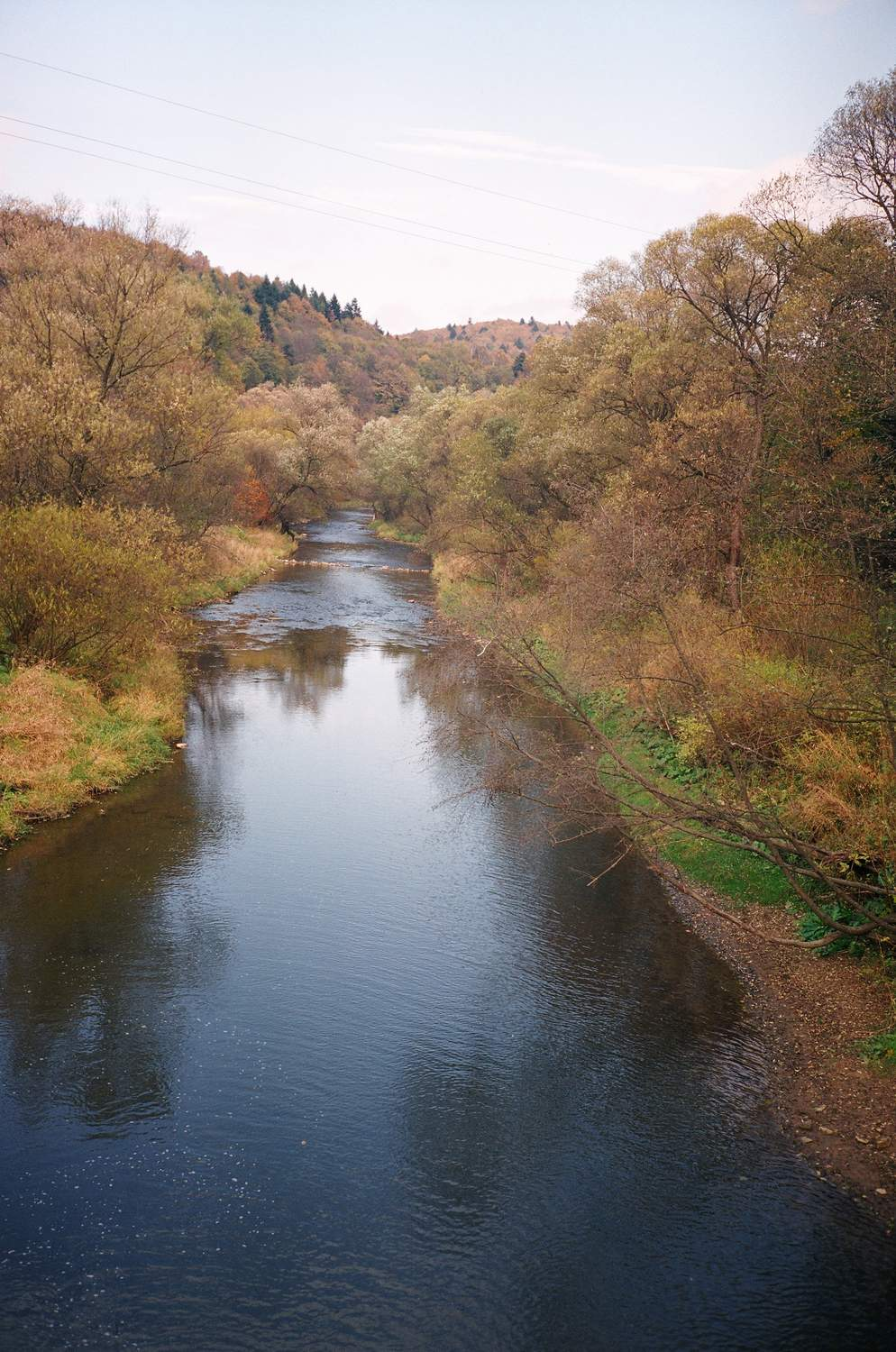
... i widok z tego samego miejsca na wschód

Strwiąż jest rzeką kapryśną i niebezpieczną. W oparciu o dane hydrologiczne z ponad 70 lat naukowcy z Komitetu Gospodarki Wodnej Polskiej Akademii Nauk podali w 2024 r., że Strwiąż w profilu wodowskazowym Krościenko k. Ustrzyk Dolnych, jest rzeką o najwyższym zagrożeniu powodziowym w Polsce.